# 六角広満
六角 広満（ろっかく ひろみつ）は、江戸時代中期の高家旗本。高家六角家4代当主。

## 略歴
享保3年（1718年）、高家旗本・日野資鋪の次男として誕生した。
養嗣子・広安（牧野康重の次男）が死去した六角広豊の養嗣子に迎えられた。享保19年（1734年）12月11日、8代将軍・徳川吉宗に御目見する。寛保元年（1741年）4月5日、養父の隠居により、家督を相続する。
寛保2年（1742年）12月20日、死去した。享年25。旗本大沢定時の次男・広雄を末期養子に迎えた。